# Gautier Ott
Gautier Ott, manchmal Gauthier Ott (* 7. Januar 2002 in Straßburg), ist ein französischer Fußballspieler. Er steht aktuell in Portugal beim Académico de Viseu FC unter Vertrag.

## Karriere

### Verein
Der gebürtige Elsässer Gautier Ott begann mit dem Fußballspielen beim FC Rossfeld in Rossfeld, rund 30 Kilometer südlich von seiner Geburtsstadt Straßburg gelegen. Im Alter von 12 Jahren wechselte er in die Jugend des SC Schiltigheim aus dem Straßburger Vorort Schiltigheim. Drei Jahre nach seinem Wechsel nach Schiltigheim schloss sich Ott der Fußballschule der AS Nancy an, für dessen Nachwuchsmannschaften er seitdem auflief. Am 28. Februar 2020 debütierte er im Alter mit 18 Jahren als Profi in der Ligue 2, als er beim 1:2 im Heimspiel gegen Clermont Foot in der 74. Minute für Dorian Bertrand eingewechselt wurde. Im Sommer 2020 wechselte er nach Deutschland in die Bundesliga zur TSG 1899 Hoffenheim, wo er zum Kader der zweiten Mannschaft gehört. Sein erstes Pflichtspiel für die zweite Mannschaft der Kraichgauer war die 1:2-Heimniederlage am 5. September 2020 in der Regionalliga Südwest gegen die zweite Mannschaft des 1. FSV Mainz 05. Nach zwei Jahren verließ er Hoffenheim und wechselte nach Portugal zum Académico de Viseu FC.

### Nationalmannschaft
Am 12. Februar 2020 absolvierte Ott sein erstes und einziges Länderspiel für die französischen U18-Nationalmannschaft, als er beim 2:1-Heimsieg im Testspiel gegen Italien eingesetzt wurde.